# Roman Lipowicz (profesor)
Roman Lipowicz (ur. 4 września 1900 w Rybniku, zm. 9 listopada 1991 w Gdańsku) – polski specjalista technologii chłodnictwa, profesor Politechniki Gdańskiej.

## Życiorys

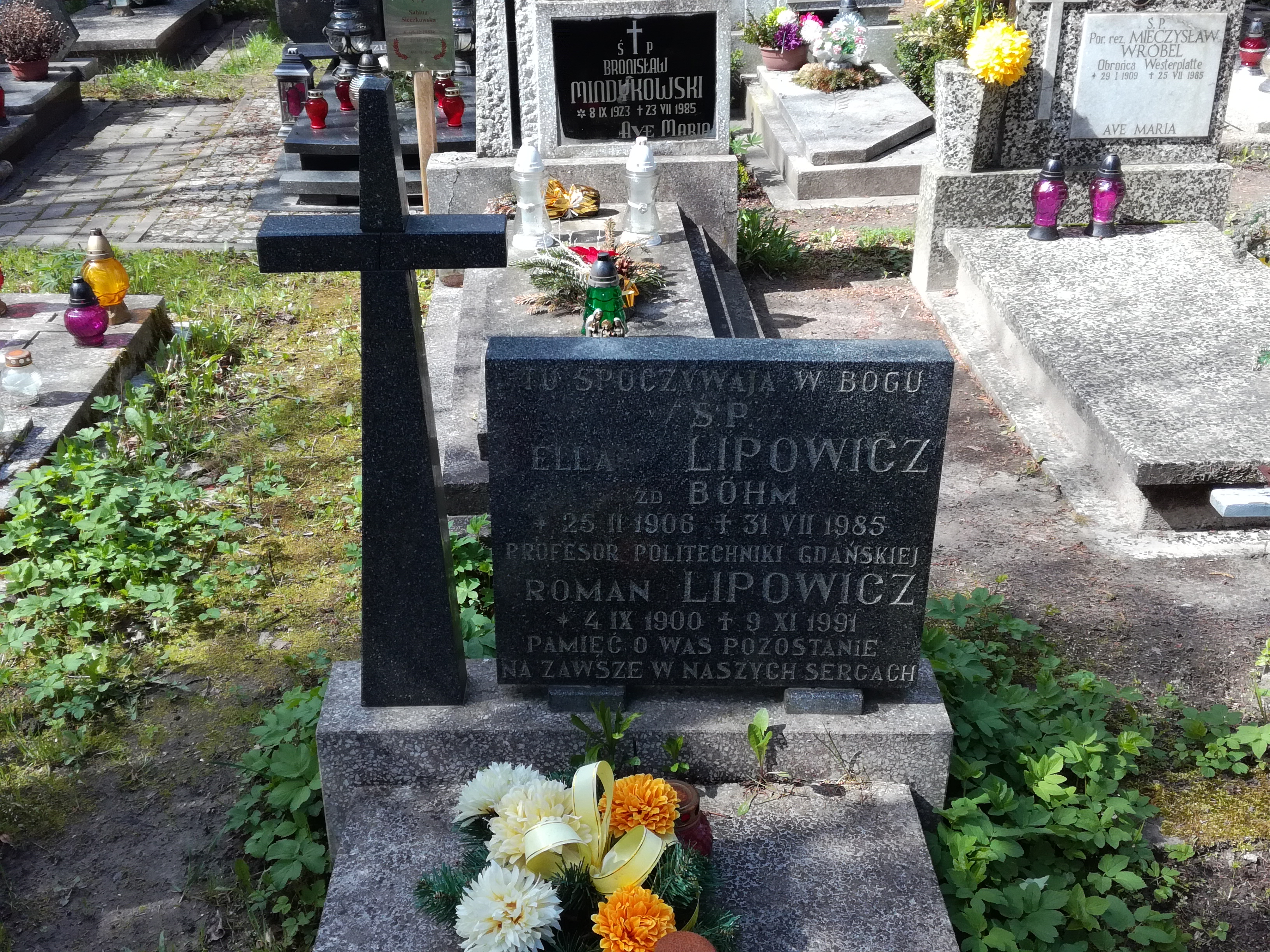
Grób profesora Romana Lipowicza na Cmentarzu Łostowickim w Gdańsku

W 1920 rozpoczął studia z dziedziny prawa i ekonomii na Uniwersytecie Poznańskim. Podczas odbywania rocznej praktyki w H.Cegielski Towarzystwo Akcyjne w Poznaniu otrzymał propozycję przeniesenia się na Technische Hochschule Danzig. W latach 1922–28 studiował na jej Wydziale Budowy Maszyn, który ukończył z tytułem inżyniera dyplomowanego. W tym czasie był członkiem Polskiej Korporacji Akademiciej Związek Akademików Gdańskich Wisła. Po studiach zamieszkał z żoną w Poznaniu. W 1929 zdobywał wiedzę na temat technologii mleczarskich i chłodniczych przebywał w Szwecji (stypendium firmy Alfa Laval), Danii, Niemczech i Włoszech. Po powrocie do Polski pracował jako specjalista do spraw projektów przemysłu spożywczego w Związku Spółdzielni Rolniczych w Warszawie. Wziął udział w kampanii wrześniowej 1939 w szeregach 2 Batalionu Balonowego. Po przekroczeniu granicy polsko-węgierskiej trafił do obozu internowanych, następnie zaś do obozu jenieckiego w Nienburgu nad Wezerą.
Po uwolnieniu z obozu trafił do Gdańska, gdzie w latach 1945-48 był kierownikiem Biura Konstrukcyjno-Maszynowego Stoczni nr 1 i Stoczni Gdańskej. Od 1947 prowadził wykłady zlecone na temat urządzeń chłodniczych na Wydziale Mechanicznym Politechniki Gdańskiej, a od 1949 – wykłady zlecone z chłodnictwa na Wydziale Budowy Okrętów. 1 lutego 1953 został kierownikiem pierwszej w Polsce Katedry Chłodnictwa na Wydziale Budowy Okrętów Politechniki Gdańskiej. 1 września 1954 Minister Szkolnictwa Wyższego nadał mu tytuł profesora. Kierował także gospodarstwem pomocniczym Katedry – Zakładem Chłodnictwa. W latach 1955–56 był prodziekanem Wydziału Budowy Okrętów PG. W latach 1948–1955 pracował jednocześnie jako rzeczoznawca w Centralnym Zjednoczeniu Przemysłu Mleczarskiego w Gdańsku, zaś w latach 1949-1953 w Biurze Projektów Budownictwa Przemysłowego w Gdańsku. 13 grudnia 1962 został powołany na profesora nadzwyczajnego Politechniki Gdańskiej. W marcu 1960 otrzymał tytuł Rzeczoznawcy Stowarzyszenia Inżynierów i Techników Mechaników Polskich w zakresie urządzeń chłodniczych. Od 1966 był zastępcą przewodniczącego Komitetu Koordynacji Badań Naukowych w Chłodnictwie, a od 1968 członkiem Rady Naukowej Centralnego Laboratorium Chłodnictwa z nominacji Ministra Przemysłu Spożywczego i Skupu. Przeszedł na emeryturę 30 września 1970, jednak nadal prowadził prace dyplomowe oraz konsultacje naukowe i projektowe w Zakładzie Chłodnictwa. Pochowany na Cmentarzu Łostowickim w Gdańsku.

## Osiągnięcia naukowe i techniczne
Brał udział w projektowaniu urządzeń chłodniczych dla statków, m.in. rudowęglowca „Sołdek”, drobnicowca „Feliks Dzierżyński”, bazy rybackiej „Kaszuby”. Kierowany przez niego Zakład Chłodnictwa był w latach 1950-1960 jedynym ośrodkiem projektowania sztucznych lodowisk w Polsce. Pierwszym zrealizowanym przez niego projektem było lodowisko i jego instalacja chłodnicza w hali sportowo-wypoczynkowej w Łodzi (1954-57). Ogółem w latach 1950-69 Zakład wykonał projekty 11 sztucznych lodowisk, m.in. w gdańskiej hali „Olivia”, hurtowej chłodni mleczarskiej w Poznaniu (zrealizowany w 1980), modernizacji chłodni owoców w Warszawie, wytwornic lodu blokowego i łuskowego, klimatyzacji i wentylacji ładowni na statkach oraz obiektów sportowych, modernizacji instalacji chłodniczych w wielu zakładach mięsnych, cukierniczych, rybnych itp. Zakład ściśle współpracował z Bydgoską Fabryką Urządzeń Chłodniczych. Uczniami Lipowicza było ponad 330 absolwentów Politechniki Gdańskiej.

## Życie prywatne i rodzinne
Mieszkał przy ulicy Krętej 8 w Gdańsku-Wrzeszczu.
Jego ojciec Franciszek był nauczycielem matematyki i łaciny w Męskim Gimnazjum Klasycznym w Kaliszu oraz rektorem gimnazjum m.in. w Wiesbaden. Syn Romana, również Franciszek, absolwent Wydziału Łączności Politechniki Gdańskiej, należał do pierwszych redaktorów miesięcznika „Jazz” oraz współorganizatorów pierwszych festiwali jazzowych w Sopocie.

## Upamiętnienie
Jego imię nosi ulica w Gdańsku (dzielnica Chełm).